# 叛逆歲月

《叛逆歲月》系列是青年小說作者君比於2001年開始創作的作品，其後再輯錄成書。本書全系列已經完結。

本書插畫由靛（第1集新版、第2-22集、精華版）→白靈子（第23集）→？（第24集）→Molly（第25集）負責。
其後於2014年7月香港書展首先發售的《精華全集》則交由白靈子負責封面和角色原案，而內頁插畫則由章魚和彌彌負責。
本作在完結前多次更換畫師的原因目前不明。

內容圍繞一群成長過程坎坷的年青人。本書多次獲獎，在當時的香港受許多青少年所喜愛。本書特色是讀者可以為書本寫序，書末設有「讀者有say」的環節，讀者可在此分享對書本的評價，閱後感等。

## 概要
『三個邊緣少年的故事』
光宗、熒兒和月童都是叫老師頭疼的學生，令父母煩惱的孩子——
光宗是訓導室常客，派烟、抽烟是家常飯，常惱怒媽媽沒有關心他；熒兒為了男朋友，甘願捨棄家人、學業，以出賣身體來為他還債務；月童被爸爸个性侵犯了一年，埋怨媽媽從不制止，以失蹤來表達不滿……

### 本作主要構成
由於後期各人的故事是同時進行，故會出現重疊集數的情況。
序幕『三個邊緣少年的故事』
第1集～分成3個短篇故事：「壞男孩故事」、「喝湯」、「媽媽，為什麼？」
第一部『熒兒、月童相遇篇』
第2集
第二部『光宗入住銘基宿舍篇』
第3集－第25集
第三部『梅兒、雪兒爭奪光宗篇』
第4集－第18集
第四部『熒兒入獄篇』
第6集－第25集
第五部『月童愛的故事篇』
第10集－第25集
第六部『雪兒失蹤篇』
第20集－第25集

### 書中時序
以第3集內容為主來計算。
某年5月左右至翌年4月：第3-25集
一年前：第1集「壞男孩故事」
兩年前：第2集《如果傷痛可以消逝》
三年前：第1集「喝湯」（第2集內容為「喝湯」一年後故事）
六年前：第1集「媽媽，為什麼？」（第2集內容為「媽媽，為什麼？」四年後故事）

## 登場人物

### 主要角色
卓熒兒
年齡：16歲（第1集）→17歲（第2集）→19歲(第3-2。  20-21歳（精華全集1-4)
『三個邊緣少年的故事』：喝湯
女主角。
家中長女，與母親、兩個妹妹和一個弟弟同住。在家中擔當照顧弟妹、料理家務的責任，卻常遭冷血的母親虐打。當時年僅十五歲的她忍無可忍，決定與男友阿迪結伴離家出走，怎料花心的阿迪不但欠下一身債，要熒兒當妓女為她還錢，更四處拈花惹草。可憐的熒兒被蒙在鼓裏，胡里胡塗地開始了她的妓女生涯。在這期間她認識了夜總會公關梁晶，並與她成為好友。熒兒的妓女生涯僅維持了一年，便結束了。
『熒兒、月童相遇篇』
17歲的她離開阿迪，早上在時裝店工作。輟學兩年的她，為了準備報考會考而報讀了夜校課程，在那裡認識擔任代課的老師林月童和同班同學馬馳驅。後來與馬馳驅相戀。夜校導師月童亦是熒兒的好友。在課程完畢後的一個謝師宴中，熒兒竟重遇阿迪，熒兒只想着要逃避他，但卻無意中得悉與她同是邊緣少年的月童的往事。
『熒兒入獄篇』
熒兒在一次幫助好友梁晶到其男友劉進途家討回公道時誤傷劉進途，最終被判入獄兩年。其後她在獄中努力讀書，準備會考。她由準備會考，變成準備末代會考，再變成準備文憑試，由此可見她足足準備了好幾年的時間才去考公開試，是個認真好學的監犯
卻因為一次意外，令她短暫失明入院。不過憑著堅強、樂觀的意志，在第22集重見光明
教妹妹梅兒做人要樂觀，凡事要正向思考，不要怨天尤人。路是自己走出來的。
林月童
年齡：不明（第1集）→20歲（第2集）→22歲（第3集起）
『三個邊緣少年的故事』：媽媽，為什麼？
女主角
漂亮標緻、冷酷、身邊不乏追求者。少時被父親性侵犯持續一年，一直活在陰霾中，只能對好友袁素素傾訴。她誤以為媽媽（余桂雪）明瞭爸爸對她的所作所為，卻視而不見，故痛恨媽媽。一中學畢業便更移居加拿大求學，跟媽媽斷絕來往。
『熒兒、月童相遇篇』
因為擔任夜校的代課老師而與熒兒、馳驅認識。第1集移居加拿大4年後回港，月童在學生熒兒的促成下與媽媽和好。自此，她要向熒兒報恩。
『月童愛的故事篇』
然而，一直因自己不是處女之身而自卑，一一拒絕求愛者。直到她遇上張仲明後，她關閉已久的心房才再次開啟。但不幸的是,她的往事竟被張仲明知道了，張仲明更與她分手。後來，她發現中學同學馬煒力對她的愛。正當愛苗正在發芽，小學同學高清突然出現。並向高清表明馬煒力不是男朋友。
第25集，因為一名年輕女教師Miss Strawberry的出現和高清一起，才發現她真正喜歡的人是煒力。最後，月童在馬煒力上飛機前，趕得及向馬煒力說出她的感覺。
苗光宗
英文名：Jonathan
年齡：不明（第1集）→17歲（第3-25集）
班級：不明（第1集、第3集前期）→重讀3F班（第3集後期至第25集）因為期終試全部科目缺席，要重讀中三，這已經是第2次重讀
出生兩天後因有黃疸症而要入院照燈治療。
曾經在小四時獲得作文比賽季軍，視該獎盃為有生以來的唯一榮耀。
『三個邊緣少年的故事』：壞男孩故事
男主角。
曾在十多個親戚家中寄居，受過凌辱與虐待的悲慘童年。由於得不到母愛而極度憎恨把自己寄養到親戚家中的媽媽。在11歲時因沒有親戚玥願意收留他，只好回到媽媽的身邊。
被Miss Chan抓包前兩星期曾寫下悔過書，承諾不再吸煙。
邊緣少年，曾屢犯校規、誤入岐途：抽菸、打架、對師長不敬、考試作弊、破壞公物等。某次，他跟六位同是抽菸隊的成員在學校後的屋村秘密抽菸卻被訓導主任Miss Chan（有『炸彈陳』之稱）等人抓包。即使媽媽如何向Miss Chan、校長哀求,他還是死性不改，直到媽媽服藥自殺昏迷後才重返正途。
『光宗入住銘基宿舍篇』
因媽媽再次自殺入院而昏迷不醒，所以才被社會福利署安排入住銘基宿舍。在這之前曾居住在寄養家庭。
跟梅兒一樣要乘17號巴士回宿舍的，因此二人多了很多相處機會。
因原班會主席退學了，光宗被提名擔任候補班會主席。雖然被廖媚反對，但最終大部分同學都支持而高票當選成為新一任班會主席。（《精華全集》刪去了有關情節）
梅兒對他的評價為：「成熟，一臉世事都被他看透」，很會為自己打算；懂得照顧自己，也會照顧別人」。
在3F班他認識了熒兒的妹妹卓梅兒，及後相戀，但昔日的好友程雪兒亦明戀着他。他希望盡快跟雪兒理清關係，無奈他們之間的關係剪不斷理還亂，更令雪兒誤會光宗對她有意。面對這一切一切，光宗只感到對不起梅兒。後來，他和梅兒展開戀人關係，卻令雪兒以為兩人在談戀愛。
『雪兒失蹤篇』
在第18集最後，光宗衝動說出從來沒有喜歡過雪兒，而令她策劃起「假失蹤計劃」而成了真正的失蹤人口。這件事令光宗感到十分內疚。
媽媽醒來後得知親生爸爸是王孝忠。當光宗打電話去找王孝忠，聽到一段留言錄音指「王孝忠要結婚」。有理由相信，這名王孝忠懷疑跟擄走雪兒的同黨「粗暴男」王孝忠是同一人。只是用結婚的藉口來掩飾他要被警方拘捕的事實。

### 立明中學[4]
（第3集時點）這學年起，開始實施留校用膳。所有學生必需留在課室吃午餐，不得外出。

#### 次要角色
卓梅兒
年齡：13歲（第1集）→14歲（第2集）→16歲（第3集）『三個邊緣少年的故事』：
第1集「喝湯」中登場
熒兒的二妹,在姐姐離家出走以後,照顧弟妹、料理家務的責任便落在她的身上。
『熒兒、月童相遇篇』
媽媽曾教她烹飪，但她總是學不成，每次都弄出難吃的食物來。
跟家姐的命運一樣,常常被媽媽虐打,其後更被她賣至深圳工作。在深圳工作半年後，直至熒兒北上前往接她,從此她們便依靠月童生活,更迴避媽媽。: 『光宗入住銘基宿舍篇』
成為光宗的同班同學的女主角之一身份登場。
皮膚非常白皙如大理石般晶瑩、雙眉幼幼長長透着英氣、一頭烏黑的長髮乏着亮澤,一張臉十分精緻,頗清秀。
性格柔弱,溫柔
一次為了保護買給光宗的生日禮物（音樂盒）而從樓梯跌傷。她是有預謀和目的，她寧可自己受傷，也不願禮物被毀。
能寫一手秀麗的字體。她的內心如她的字那樣是個心地善良、美麗的人。
跟光宗一樣要乘17號巴士回家，因此二人多了很多相處機會。
```
因廖媚賭氣不再當班會副主席而毛遂自薦接任。原因是聽過Miss Chung的一番話
[
5
]
，而決定要形象改造自己，好讓Miss Chung留下一個深刻的印象。
```

居住環境：跟媽媽和弟妹同住某區的公共屋邨(第1-2集)→跟姐姐熒兒同住某一區的唐樓6樓某單位(第3-8集)因梅兒被姐姐熒兒所救，梅兒為了不要被媽媽發現而再次被帶走，所以一直迥避著媽媽
→跟桂雪、月童同住(第9-25集)因姐姐熒兒坐牢，第8集熒兒去信給桂雪，拜託桂雪幫忙照顧梅兒
『梅兒、雪兒爭奪光宗篇』
與苗光宗相戀，亦因此處處受到雪兒刁難。
曾因一次差點兒遲到而在校門跌倒，周遭的同學看到後再轉告光宗知道。即使一直在校門等待光宗的雪兒知道梅兒是情敵，但是雪兒看到了事發經過還是扶起了梅兒，並帶到醫療室治療。可是，路過的3F班同學們看成情敵大戰的冷戰場面，讓旁人覺得兩人是為了光宗的事對峙並「談判」。加上同乎們一傳十、十傳百，當中必定會加鹽加醋的，讓事實變得非常不實。這是令光宗相信是雪兒推跌梅兒的不實情報重要理據。事後光宗還責怪雪兒推跌梅兒，真是冤枉啊！事後更借此事多廁中傷心地善良的雪兒，讓雪兒的形象低至谷底。因為這件事，光宗對梅兒的好感度不斷上升，反而害慘了雪兒...
『熒兒入獄篇』
梅兒得知姐姐熒兒入獄後，她跟光宗拚命地替熒兒找出有力的證人(梁晶、劉進途)來說出事件的真相。在第16集，梅兒曾經去獄中探望熒兒。在第19集，得知姐姐熒兒雙眼短暫性失明後，便前往探望她。
『雪兒失蹤篇』
梅兒從光宗口中得知雪兒失蹤後，雖然是「情敵」，但每晚有為雪兒祈禱，希望雪兒平安無事。第25集，梅兒得知雪兒昏迷不醒後，仍然繼續為雪兒祈禱。
程雪兒
英文名：Snow
可愛溫柔,甜美如花,聽明伶俐,標緻可人,成績優異,家境富有
年齡：16歲（第8-25集）
血型：罕見的P型血（第25集）
班級：不明（第1集）→一度轉校（第3集至第6集）→中四理科班4A班（第6集至第25集）
家人：爸爸(程志亮)繼母和姐姐(程霜兒)，其中她與姐姐最為親近
是程志亮和蘇妙言的親生女兒，有一位跟她沒有血緣關係的姐姐(程霜兒)，但是關係很親密
『三個邊緣少年的故事』：壞男孩故事
她是轉校生，也是光宗的抽菸隊隊員之一。
外表文靜溫婉，一頭秀髮束成馬尾，在第3集起有一頭啡色的長曲髮，沒有束成馬尾。有一雙纖纖白白的手、光滑的小腿
冒著記大過甚至開除學籍的風險，自認帶煙包，還說是她把煙塞到光宗手裡，以此包庇光宗免被開除學籍。
由於她在舊校紀錄良好、成績優異、記過優點，故Miss Chan認為是被光宗等人帶壞的。
『光宗入住銘基宿舍篇』
女主角之一
（第3集）因為父母分開了，她跟姐姐隨爸爸搬到西區（《精華全集1》變更為跑馬地）而被迫轉校了某Band 1貴族名校。其後（第10集）她才重新轉校到立明中學，但年級已經跟光宗不同。原因是她爸爸有捐款興建學校的言語實驗室，藉此機會重返光宗所在的中學。
透過Miss Chan得知光宗媽入院。曾以『光宗女朋友』自居，並跟光宗表示要此身份向昏迷醒過來的媽媽介紹她認識。
因為想思念著光宗而每夜都在哭泣而無心睡眠。
曾送一束百合花給仍在醫院昏迷的光宗媽並附上心意卡。
『梅兒、雪兒爭奪光宗篇』
為光宗慶祝生日，即使轉校到港島區，她還是特地買了禮物和百合花束站在校門等待他。然而，卻看到光宗正跟梅兒卿卿我我因而醋意大發，含著淚水、用花束擲向他。之後逃離現場。
一個患有哮喘，脆弱的女孩。暗戀着光宗。正因為她的軟弱，使得光宗無法對她坦白自己的感受。深明好友梁子域對她有好感，卻毫不在意他，更冷冷地回絕他。其後在一次事中，她誤會了光宗也深愛着她。
『雪兒失蹤篇』
在第18集結尾，光宗親口說出他從來沒有愛過她段，她整個人大為震撼。其後在第19集跟子域的商談之下策劃「假失蹤計劃」，好讓光宗多著緊她。然而，在深水埗某屋村內慘被有精神問題的男子蔡永波拐走、綁架，因而成為真失蹤。期間慘遭各種的凌辱，如矇眼、綑綁。雖然中段多次有機會可以逃出蔡永波的魔掌，但往往到最後都是讓雪兒感到希望愈大、失望也愈大的絕望感。
在第25集中被發狂了的蔡永波用刀多次插入腹部失血過多，送院經搶救後因沒有適合的P型血而變了植物人。
梁子域
年齡：不明
班級：不明（第1集）→中四理科班4A班（第3集至第25集）
『三個邊緣少年的故事』：壞男孩故事
是光宗的抽菸隊隊員之一。
以再違反校規會被爸爸打斷手由而拒絕光宗遞給的煙包。
事件翌日跟光宗成了陌路人。
『光宗入住銘基宿舍篇』
由第3集開始以男配角身份再登場。《精華全集3》開始登場，《精華全集1、2》連主角們的對話中也未有提及他的存在。
『梅兒、雪兒爭奪光宗篇』
由抽菸隊時期開始便暗戀著雪兒，及後敵視拖泥帶水的情敵光宗。
『雪兒失蹤篇』
（第19集）曾經幫助雪兒策劃「假失蹤計劃」，但雪兒成為真失蹤反感到非常後悔和自責
在第25集得知雪兒昏迷不醒而每天到醫院探望她

#### 3F班[9]
班主任：Miss Chung→FiFi

班會主席：梁國棟→苗光宗

副班會主席：廖媚→卓梅兒
班長：莫凱永
FiFi
本名：袁素素
年齡：不明，比月童年長一歲（第1集）→
第1集「媽媽，為什麼？」中登場。
Tomboy造型→衣著入時
百合屬性，一直暗戀着月童而講不出聲。
對父母有不信任感
第3集擔任立明學校的課後數學班導師，及後暫代懷孕的Miss Chung而擔任光宗班的班主任，後來成為3F班正式的班主任。
在代課第一天便提出要學生每晚寫『心情日記』取代『雙週記』，紀錄當天的各種感受。
會駕車
跟好友月童一樣是位教師。
廖媚
第3集開始登場。《精華全集》未有登場，其在單行本的對白全被以「一名多事的女學生」替代。
前班會副主席
認為Fi Fi的教學方式不行，因而要向校方投訴，並要求更換課後數學班導師。若不更換，她說會到補習社補習。可惜光宗和梅兒不同意她的看法。
因光宗不同意她的看法而懷恨在心，故以班會副主席身份反對光宗成為新一任班會主席。還說出，光宗當班會主席的話，她就不再擔任班會副主席來威脅眾人。結果是同學們都對她不當副主席而齊鼓掌。最後她眼見大勢已去而正式辭任當了兩星期的班會副主席。同學們以致Miss Chung對此都熱烈地彈琴熱烈地唱。

#### 煲煙隊
第1集提及光宗連同6位同學（共7人）通常到學校附近的屋村大伙兒抽菸，包括光宗在內有名字的只有6人。其中只有雪兒為女性。
苗光宗
詳情請参照参照#主要角色。
雪兒
詳情請参照参，照#次要角色。
阿森
以再違反校規被趕出校理由而拒絕光宗遞給的煙包。
事件翌日跟光宗成了陌路人。
Vick佬
Jovi
林子雄
以往是「煲煙隊」的Leader。
是次沒有參與吸煙活動。
？？？
傳說中的第7人

#### 師長們
校長
本名不明，是一位架眼鏡的女性。
第1集「壞男孩故事」中開始登場
Miss Chan
名字不明。光宗等人曾以「炸彈陳」稱呼她，而林子雄曾於禮堂上稱呼她為「老姑婆」。
第1集「壞男孩故事」中開始登場
是訓導主任，後於第3集離職。
Miss Leung
名字不明。光宗的班主任（第1集）。
認為光宗是垃圾學生，被趕出校就好，可以不用浪費人力資源召開訓導會議。
Miss Chung
3F班的班主任（第3集）。
是位新入職立明中學的老師，對各位的過去全都不認識的。

### 銘基宿舍[12]
舍規：
1. 會提供早、晚兩餐：時間為（早餐）6:15 A.M.- 7:45 A.M.、（晚餐）6:30 P.M. - 7:30 P.M.，不提供午餐
2. 宿舍內不准吸煙、喝酒、賭博、打架和偷竊
3. 逢星期日派發零用錢，若嚴重違反舍規會被扣起該周零用錢
4. 晚上一定要留在宿舍，不得偷溜出去

#### 舍宿宿生
連同光宗在內一共有4人同住一室，他的同房室友包括：

劉志琛（～第21集）→陳一德（第21集起）、林家俊、曾牛（～第3集第7章）→蔣文偉（第3集第7章～）
劉志琛
第3集開始登場。《精華全集1》開始登場。
光宗的同房室友。
皮膚黝黑
出生不久，媽媽因健康理由把他交給了保良局、爸爸身份不明。因此羨慕光宗的媽媽還在生。
志願是做當消防員。
林家俊
第3集開始登場。《精華全集3》開始登場。
光宗的同房室友。
生母一直照顧他直到7歲生日，把他放到親戚家後便一去不返。其母生死未卜。加上他跟媽媽甚少交談，故認為跟朋友一起還要Happy Naru。
志願是做當警察。
曾牛
只在第3集、《光之變奏》登場。《精華全集》未有登場。
高大健碩、昂藏六呎，一身黑實的肌肉。
鼻軒聲很大。
跟廖芳森有過衝突而經常打他
『芳心暗許』
廖芳森
第3集開始登場。《精華全集3》開始登場。
胖子
跟曾牛有過衝突，曾動手打曾牛，但最後被對方當成沙包打
志願是做當警察。因此他害怕自己打人被而對方又報警的話，會留有案底而不能當上警察，甚或是保安員。故此，有次光宗在梁夜的廁所看到仔被曾牛打，他也一臉惶恐不妻的央求光宗別打小報告，就連療傷的事也都拒絕。
許暗
第3集開始登場。《精華全集2》開始登場。
如饑民一樣瘦削，被芳森謔稱「火柴人」。
爸爸曾因誤殺媽媽而被判入獄五年，最後因腦癌死亡。給許暗的信中才提他並非許暗的親生爸爸。
蔣文偉
第3集開始登場。《精華全集》未有登場。
小光宗兩歲（14歲）
光宗的新同房室友
長相英俊，跟明星梁Ｘ偉有幾分相似，而眼神比較憂鬱。
表明不想到銘基暫住。

#### 家舍舍監
馬煒力
第1集「媽媽，為什麼？」中以打電話給桂雪登場，正式登場為第2集。
因為「聯校戲劇活動」而認識擔當女主角的月童和Fi Fi
第3集起擔任銘基宿舍的舍監。
身形矮小，但笑容可掬、面容和藹可親。

### 其他角色
余桂雪
月童的母親
光宗媽
本名不明
第3集起因服用過量藥物自殺不遂，因而昏迷入住瑪麗醫院。後來在提到她從昏迷醒來時致電給光宗的醫院護士改為明光醫院，原因不明。
曾多次自殺不遂，原因多數為了情。因為她是一個多情的女人，她每次的感情都錯放在不濟的男人身上，每令都弄得自己遍體鱗傷、身心受創。
熒兒媽
一個重男輕女，愛虐待女兒、蠻不講理、又非常貪錢的女人。
在第3集，她在對面街遇見梅兒時，很惡地叫著梅兒的名字時，幸好梅兒立即跑回家。在第10集的前期，當家長日完結時，她來學校找梅兒，令梅兒害怕得要在一樓女廁躲藏。知道梅兒從大陸溜跑回香港後，要帶走梅兒再次回大陸工作。背後有光宗幫忙找FiFi處理這事，FiFi用了「五分鐘快速擊退惡人法」來請走熒兒媽，令梅兒才敢從一樓女廁出來。
在第13集，在獄中重遇熒兒後，熒兒更把一口氣把真心話全講出來，指責她愛虐待三姐妹。熒兒媽回到家裡跟三妹秋兒和弟弟小東講出熒兒的惡行，更加把錯推卸在熒兒和梅兒身上，要和她們斷絕關係。
在第17集，去醫院探望秋兒，並提醒秋兒不要把真相說出口。在醫院看兒很久沒見的梅兒時，打了梅兒一巴掌。當熒兒媽企圖帶走梅兒回家的時候，幸好秋兒及時阻止，並把所有三姐妹被打的事情的真相全部說了出來。自此被拘捕。
馬馳驅
第2集開始登場，是熒兒在補習社認識的。
出身至小康之家,不論一舉手一投足都受到父母監視。與熒兒相戀後,他帶同她一同前往爺爺的壽宴,此時熒兒卻重遇以往的熟客─金叔!!原來金叔正是馳驅的舅舅。金叔把熒兒的過去告訴馳驅的父母,便得他們勃然大怒,更勒令馳驅跟她分手。雖然馳驅知道熒兒的過去，但馳驅沒有捨棄熒兒，依然跟熒兒在一起。
後來熒兒短暫失明，他倆才復合。
程霜兒
雪兒的沒血緣關係姐姐
是馬莉和前夫的女兒
經常出國表演，一有空便會回港探望雪兒
是全家最關心雪兒的人
因為一次邀請光宗和雪兒欣賞她公開表演鋼管舞，而改變了光宗對鋼管舞是色情舞蹈的想法。
霜兒也知道光宗沒有喜歡過雪兒。雖然曾經多次勸雪兒不要再把時間投入在光宗身上，但雪兒沒有聽霜兒的勸告。令雪兒愛光宗陷入到無法自拔的地步。
在第22集，得知雪兒失蹤的原因後，幸運地沒把責任推卸在光宗身上。感慨雪兒太任性、固執，又感慨自己沒有做好姐姐的本分。
在第25集，得知雪兒昏迷不醒後，決定留在香港讀書，方便去醫院照顧雪兒。
卓秋兒
卓熒兒、卓梅兒的三妹，在葵涌的某一間小學就讀小四，跟周小春同班
周小春的暗戀對象
繼梅兒離家出走後，她替代二姐梅兒要擔當家務、照顧小東的責任。可惜命運是跟熒兒、梅兒一樣，遭受媽媽的虐待和發洩對象之一。
在第16集，秋兒被媽媽打傷，醫生察覺她的傷勢有可疑，曾要求秋兒說出被打的真相，但秋兒沒有說出來。
在第17集，梅兒探望秋兒期間，遇見了媽媽。秋兒還看見梅兒被媽媽掌摑時，秋兒才敢於把所有事情的真相全部說了出來。
在第19集起，由於秋兒告發了媽媽，獲社署安排入住啟明女子宿舍。第25集，跟小東同住啟明宿舍。
卓小東
卓熒兒、卓梅兒及卓秋兒的弟弟

## 《叛逆歲月》系列
| 集數        | 副標題             | 青桐社         | 青桐社        | 備註                                                                  | 精華全集再編輯收錄內容         | 精華全集再編輯收錄內容 | 連結 |
| 集數        | 副標題             | 發售日期       | ISBN          | 備註                                                                  | 集數                           | 章節                   | 連結 |
| ----------- | ------------------ | -------------- | ------------- | --------------------------------------------------------------------- | ------------------------------ | ---------------------- | ---- |
| 1           | 三個邊緣少年的故事 | 2003年3月1日   | 9789889709716 | 移藉至出青桐社再版                                                    | 精華全集1                      | 第1-6章                |      |
| 1           | 三個邊緣少年的故事 | 2005年5月1日   | 9789889991326 | 2005年新版，插畫改由靛擔當                                            | 精華全集1                      | 第1-6章                |      |
| 2           | 如果傷痛可以消逝   | 2003年10月22日 | 9789889709747 | 初版                                                                  | 精華全集1                      | 第7-12章               |      |
| 2           | 如果傷痛可以消逝   | 2005年         | 9789889991371 | 新版                                                                  | 精華全集1                      | 第7-12章               |      |
| 3           | 與你走過的日子     | 2004年7月1日   | 9789624518443 |                                                                       | 精華全集1                      | 第13-17章              |      |
| 4           | 愛的承諾           | 2005年7月20日  | 9789624519228 |                                                                       | 精華全集1                      | 第18-24章              |      |
| 4           | 愛的承諾           | 2005年7月20日  | 9789624519228 | 精華全集2                                                             | 第1章                          |                        |      |
| 5           | 黑夜同行           | 2005年11月21日 | 9789624519433 | 精華全集2                                                             |                                | 第1-6章                |      |
| 6           | 永恆的等候         | 2006年4月10日  | 9789889991463 | 精華全集2                                                             |                                | 第7-12章               |      |
| 7           | 一刻在天涯         | 2006年7月17日  | 9789889991470 | 精華全集2                                                             |                                | 第12-16章              |      |
| 8           | 擁抱幸福的七彩氣球 | 2006年11月15日 | 9789889989514 | 精華全集2                                                             |                                | 第17-22章              |      |
| 9           | 把我的愛寄給你     | 2007年7月16日  | 9789889989583 | 精華全集2                                                             |                                | 第22-23章              |      |
| 9           | 把我的愛寄給你     | 2007年7月16日  | 9789889989583 | 精華全集3                                                             | 第1-5章                        |                        |      |
| 10          | 天亮前的最後告別   | 2007年11月20日 | 9789889991425 | 精華全集3                                                             | 首刷隨書附送限量版2008年記事簿 | 第5-11章               |      |
| 11          | 追逐幸福的曙光     | 2008年4月30日  | 9789889991531 | 精華全集3                                                             |                                | 第11-17章              |      |
| 12          | 握在掌心的溫柔     | 2008年6月18日  | 9789881755247 | 精華全集3                                                             |                                | 第18-23章              |      |
| 精華版      | 光之變奏           | 2008年7月30日  | 9789881755285 | 叛逆歲月精華版之光宗篇                                                | 不適用                         | 不適用                 |      |
| 精華版      | 幸福的倒影         | 2008年7月30日  | 9789881755278 | 叛逆歲月精華版之雪兒、FiFi篇                                          | 不適用                         | 不適用                 |      |
| 精華版      | 雙手觸碰的一刻     | 2008年7月30日  | 9789881755261 | 叛逆歲月精華版之熒兒、梅兒篇                                          | 不適用                         | 不適用                 |      |
| 13          | 青綠色的幸福宣言   | 2008年9月22日  | 9789881755346 |                                                                       | 精華全集3                      | 第23-24章              |      |
| 13          | 青綠色的幸福宣言   | 2008年9月22日  | 9789881755346 | 精華全集4                                                             | 第1-7章                        |                        |      |
| 14          | 眼眸裏的希望       | 2009年1月6日   | 9789881755360 | 精華全集4                                                             |                                | 第8-13章               |      |
| 15          | 抓不住的璀璨       | 2009年7月22日  | 9789881807083 | 精華全集4                                                             |                                | 第14-19章              |      |
| 16          | 懸在夜空的泡泡夢   | 2009年9月30日  | 9789881807106 | 精華全集4                                                             |                                | 第19-23章              |      |
| 17          | 一秒鐘的情深告白   | 2009年12月7日  | 9789881850461 | 精華全集4                                                             |                                | 第23-28章              |      |
| 18          | 愛你的心從沒止息   | 2010年7月21日  | 9789881850409 |                                                                       | 精華全集5                      | 第1-5章                |      |
| 19          | 讓流星見證我的約誓 | 2010年11月30日 | 9789881850553 |                                                                       | 精華全集5                      | 第6-13章               |      |
| 20          | 畫上最寂寞的句號   | 2011年7月20日  | 9789881970961 |                                                                       | 精華全集5                      | 第14-19章              |      |
| 21          | 青春留下的傷痕     | 2011年10月24日 | 9789881971081 |                                                                       | 精華全集5                      | 第19-25章              |      |
| 22          | 假如我們永不再見   | 2012年7月25日  | 9789881597137 | 書展首賣附簽名版及記事本                                              | 精華全集5                      | 第26-28章              |      |
| 22          | 假如我們永不再見   | 2012年7月25日  | 9789881597137 | 書展首賣附簽名版及記事本                                              | 精華全集6                      | 第1-6章                |      |
| 23          | 溶在蒸餾水的思念   | 2013年7月17日  | 9789881648792 | 畫師改由白靈子擔當                                                    | 精華全集6                      | 第6-11章               |      |
| 24          | 逆轉思念的沙漏     | 2014年1月20日  | 9789881648822 | 畫師變更，身份非公開                                                  | 精華全集6                      | 第12-16章              |      |
| 25 (完結篇) | 留下最深的足跡     | 2014年7月16日  | 9789881648860 | 畫師改由Molly擔當                                                     | 精華全集6                      | 第16-23章              |      |
| -           | 精華全集1          | 2014年7月16日  | 9789881648877 | 單行本全25卷再編集，全6卷 封面、角色原案：白靈子 內頁插畫：章魚、彌彌 | 不適用                         | 不適用                 |      |
| -           | 精華全集2          | 2014年7月16日  | 9789881648884 | 單行本全25卷再編集，全6卷 封面、角色原案：白靈子 內頁插畫：章魚、彌彌 | 不適用                         | 不適用                 |      |
| -           | 精華全集3          | 2014年7月16日  | 9789881648891 | 單行本全25卷再編集，全6卷 封面、角色原案：白靈子 內頁插畫：章魚、彌彌 | 不適用                         | 不適用                 |      |
| -           | 精華全集4          | 2014年7月16日  | 9789881648808 | 單行本全25卷再編集，全6卷 封面、角色原案：白靈子 內頁插畫：章魚、彌彌 | 不適用                         | 不適用                 |      |
| -           | 精華全集5          | 2014年7月16日  | 9789881353702 | 單行本全25卷再編集，全6卷 封面、角色原案：白靈子 內頁插畫：章魚、彌彌 | 不適用                         | 不適用                 |      |
| -           | 精華全集6          | 2014年7月16日  | 9789881353719 | 單行本全25卷再編集，全6卷 封面、角色原案：白靈子 內頁插畫：章魚、彌彌 | 不適用                         | 不適用                 |      |

## 獲獎記錄
- 香港教育城「十本好讀2003」第8位 (《叛逆歲月 2 如果傷痛可以消逝》)
- 香港教育城「十本好讀2005」第3位 (《叛逆歲月 4 愛的承諾》)
- 香港教育城「十本好讀2005」第5位 (《叛逆歲月 5 黑夜同行》)
- 香港教育城「十本好讀2006」第1位 (《叛逆歲月 6 永恆的等候》)
- 香港教育城「十本好讀2006」第2位 (《叛逆歲月 7 一刻在天涯》)
- 香港教育城「十本好讀2008」第2位 (《叛逆歲月 12 握在掌心的溫柔》)
- 香港教育城「十本好讀2009」第1位 (《叛逆歲月 14 眼眸裏的希望》)
- 香港教育城「十本好讀2010」第1位 (《叛逆歲月 17 一秒鐘的情深告白》)
- 香港教育城「十本好讀2012」第1位 (《叛逆歲月 22 假如我們永不相見》)
- 北區圖書節十本好書
- 商務04年度學生閱讀獎勵計劃推薦書
- 商務二十大暢銷書榜
- 商務03及04年度二十大暢銷書榜
- 商務04年度二十大暢銷書榜
- 商務05年度二十大暢銷書榜
- 三聯書店、中華書局暢銷書榜第1位

## 外部連結
- 香港教育城青年書館 （页面存档备份，存于）
- 叛逆歲月系列
- 君比作品介紹